# Big Brother Brasil 18
Big Brother Brasil 18 foi a décima oitava temporada do reality show brasileiro Big Brother Brasil, exibida pela TV Globo entre 22 de janeiro e 19 de abril de 2018, com 88 dias de confinamento, estreando pela terceira vez na história do programa em uma segunda-feira e terminando pela terceira vez numa quinta-feira. Foi apresentada por Tiago Leifert e teve direção geral de Rodrigo Dourado.
A edição terminou com a vitória da estudante de psicologia Gleici Damasceno, que recebeu 57,28% dos votos, e faturou o prêmio máximo de R$ 1,5 milhão sem desconto de impostos, e um carro Fiat Cronos Precision.

## Antecedentes e produção
Uma das novidades da edição é a contratação de duas ex-participantes para ocupar a vaga de repórter deixada por Rafael Cortez. Fernanda Keulla, vencedora da 13ª edição, e Vivian Amorim, vice campeã da edição anterior, foram recrutadas para o posto. Durante todo o BBB18, elas irão às ruas entrevistar o público para os flashes exibidos ao longo da programação da Globo, substituindo também Paulinho Serra. As ex-sisters também serão apresentadoras da Mesa-Redonda e do Bate-Papo, transmitidos ao vivo no Gshow e no Globo Play com ativação nas redes sociais. A Mesa-Redonda acontece todas as segundas, quartas e sextas e o Bate-Papo irá ao ar todas as terças após a eliminação.
Houve também mudança no tema de abertura, onde "Vida Real", canção de Paulo Ricardo que está na abertura do reality show desde a primeira temporada, ganhou um novo arranjo e estreou sua sexta versão.

## Exibição
O programa foi exibido diariamente pela TV Globo e pelo Multishow, tendo nesse último, flashes ao vivo de 30 minutos após a transmissão pela TV aberta. A transmissão também foi realizada em Pay-per-view, 24 horas por dia, em várias operadoras de TV por assinatura. Pela internet, foi exibido pelo Canais Globo para os assinantes do PPV e na Globo Play, para assinantes da Globo.com.

## O Jogo

### Mudança no sistema de votação
Em 8 de janeiro de 2018, foi anunciada pela TV Globo a implementação de um cadastro que será exigido para o telespectador poder emitir qualquer voto nas votações dos paredões. O cadastro é gratuito e deverá ser preenchido com algumas informações pessoais, como nome, e-mail, data de nascimento, e uma senha de 8 a 15 dígitos. Para facilitar o processo, haverá também a opção de usar uma conta pessoal do Facebook ou do Google para preencher automaticamente as informações. Uma vez cadastrado, o telespectador poderá votar quantas vezes quiser, assim como nas temporadas anteriores. De acordo com a emissora, o intuito é "conhecer melhor" quem está votando, mas a prática também evita que fraudes e mecanismos automáticos interfiram no resultado dos paredões. Em 22 de janeiro de 2018, na estreia da temporada, foi anunciado também que as votações por telefone e SMS foram abolidas; desta forma, as votações seguirão somente na internet.

### Seleção dos participantes
As inscrições online para as seletivas regionais e nacional puderam ser feitas a partir de 27 de março de 2017. As seletivas regionais foram realizadas em treze capitais brasileiras, incluindo pela primeira vez João Pessoa e Porto Velho. Candidatos inscritos na seletiva nacional, além da entrevista presencial, puderam ser entrevistados através da Banca Virtual via FaceTime ou Skype.
| Data                     | Cidade         |
| ------------------------ | -------------- |
| 13 de junho de 2017      | Curitiba       |
| 15 de junho de 2017ㅤ    | Porto Alegre   |
| 17 de junho de 2017      | Florianópolis  |
| 6 de julho de 2017ㅤ     | Belém          |
| 22 de agosto de 2017     | Belo Horizonte |
| 24 de agosto de 2017ㅤ   | Goiânia        |
| 20 de setembro de 2017   | Rio de Janeiro |
| 26 de setembro de 2017   | Porto Velho    |
| 29 de setembro de 2017ㅤ | Cuiabá         |
| 9 de outubro de 2017     | Natal          |
| 11 de outubro de 2017    | João Pessoa    |
| 13 de outubro de 2017 ㅤ | Recife         |
| 30 de outubro de 2017    | São Paulo      |

### A Casa
A nova casa deixará os competidores em clima de férias, já que o espaço foi totalmente reformulado no melhor estilo resort cinco estrelas: um verdadeiro ambiente de veraneio. A nova casa recebeu sofá em forma de caiaque, plantas altas e de origem tropical, cores fortes, estampas e objetos marítimos: moluscos, crustáceos, âncoras, timões, peças de navio, incluindo um painel exibindo copas de árvores e um céu azul. Os quartos ganharam os temas de: Tropical e Submarino. E uma das estrelas do reality será a nova piscina, que ganhou ares de praia e deu o ponto de partida para toda a decoração. O estilo litorâneo está até no Quarto do Líder, que se transformou no "Bangalô do Líder".
Os fãs do reality poderão ter acesso às informações e indicações dadas pela famosa "Voz" do programa, que serão transmitidas pelo pay-per-view e, eventualmente, nas edições da Globo. Além disso, os assinantes do Globo Play também terão acesso ao que acontece na casa e contarão ainda com uma novidade exclusiva: a 11ª câmera que, pela primeira vez na história do programa, dará ao público acesso 24 horas por dia à câmera do confessionário, salvo durante alguns atendimentos médicos. Ela se somará às outras dez câmeras já existentes da plataforma, que se distribuirão entre as partes interna e externa da casa.

### Família na disputa pela vaga final
Em 22 de janeiro de 2018, na estreia da temporada, foi anunciado que quatro candidatos de uma mesma família entrariam antes dos outros concorrentes na casa e disputariam entre si a permanência na casa. O público terá que escolher dois integrantes da família para entrarem oficialmente no jogo. No entanto, após a votação popular, os dois integrantes da família mais votados vão seguir na disputa como um único competidor, isto é, os dois votarão juntos, serão Líderes juntos, irão ao Paredão juntos e o mesmo para todas as dinâmicas do programa; a ideia é que eles representem sua família toda. Essa é a primeira vez na história do programa em que dois participantes competem como um só, embora dinâmica semelhante já tenha sido utilizada no reality show A Fazenda 7 com as participantes Pepê & Neném.
A disputa aconteceu entre os familiares Ayrton (pai), Eva (mãe), Ana Clara (filha) e Jorge (sobrinho), moradores do Rio de Janeiro, Rio de Janeiro. Os mais votados pelo público para ganharem a vaga final no jogo foram Ana Clara e Ayrton, que seguiram na disputa como um único competidor sob a alcunha Família Lima. Nas votações, eles deverão votar juntos no mesmo participante e serão votados como um só. Para competirem em provas, apenas um da dupla poderá participar, sendo que este participará de todas as provas da semana; na semana seguinte, obrigatoriamente o outro da dupla irá assumir o posto, e assim alternadamente. Presentes como cinema do Líder e jantar do Anjo poderão ser dados aos competidores de maneira individual.
| Candidato                        | Idade | Ocupação                | Origem                         | Resultado     |
| -------------------------------- | ----- | ----------------------- | ------------------------------ | ------------- |
| Ana Clara Mello Lima             | 20    | Estudante de Jornalismo | Rio de Janeiro, Rio de Janeiro | Escolhida     |
| Ayrton dos Santos Lima           | 56    | Analista de sistemas    | Rio de Janeiro, Rio de Janeiro | Escolhido     |
| Eva Domingues de Mello           | 51    | Diretora de vendas      | Belém, Pará                    | Não escolhida |
| Jorge Alcântara de Queiroz Filho | 28    | Engenheiro de produção  | Rio de Janeiro, Rio de Janeiro | Não escolhido |

### Paredão "Vai e Volta"
Na sexta semana, a eliminação falsa de um dos competidores foi novamente utilizada, em que dois seriam eliminados; o com maior porcentagem de eliminação sairia normalmente e o com a menor porcentagem iria para um quarto acima da casa e ficaria isolado lá sem que os participantes soubessem, acompanhando tudo o que acontecia no reality até a sexta-feira, ganhando imunidade e o direito de indicar alguém ao Paredão seguinte. Gleici obteve menos votos para ser eliminada no Paredão entre ela, Mahmoud e Paula, sendo, portanto, a beneficiada.

### Testamento do Eliminado
Numa novidade da edição, foi introduzido o "Testamento do Eliminado". Durante a presença no programa Mais Você, o eliminado da semana devia declarar um participante imune ao veto do "Poder do Não", garantindo a presença do escolhido na próxima prova do Líder. A partir da semana 5, o "Testamento do Eliminado" passou a ser realizado no próprio palco do programa, logo após a eliminação, e não mais no dia seguinte, com o intuito de evitar possíveis interferências externas no jogo. Os testamentos de Ana Paula, Lucas, Mahmoud, Patrícia e Caruso não foram utilizados pelo programa, pois nestas semanas não houve participante com o "Poder do Não". A partir da semana 11, não foi mais realizado o "Testamento do Eliminado".
| Semana | Testamento do Eliminado | Imunizado ao Poder do Não | Ref.          |
| ------ | ----------------------- | ------------------------- | ------------- |
| 2      | Mara                    | Gleici                    | [ 22 ]        |
| 3      | Jaqueline               | Kaysar                    | [ 23 ]        |
| 4      | Ana Paula               | Kaysar                    | [ 24 ] [ 20 ] |
| 5      | Nayara                  | Lucas                     | [ 25 ]        |
| 6      | Lucas                   | Jéssica                   | [ 26 ]        |
| 7      | Mahmoud                 | Ana Clara & Ayrton        | [ 27 ] [ 21 ] |
| 8      | Patrícia                | Diego                     | [ 28 ]        |
| 9      | Diego                   | Caruso                    | [ 29 ]        |
| 10     | Caruso                  | Viegas                    | [ 30 ]        |

### Poder do Não
| Semana | Poder do Não                | Total de vetos | Participantes vetados                              | Ref.          |
| ------ | --------------------------- | -------------- | -------------------------------------------------- | ------------- |
| 1      | Breno                       | 2              | Diego e Paula                                      | [ 31 ]        |
| 1      | Patrícia                    | 2              | Gleici e Mara                                      | [ 32 ]        |
| 1      | Prova de Imunidade          | 4              | Breno, Kaysar, Mahmoud e Patrícia                  | [ 33 ] [ 34 ] |
| 2      | Mahmoud                     | 6              | Ana Paula, Caruso, Diego, Jéssica, Viegas e Wagner | [ 35 ]        |
| 3      | Lucas                       | 2              | Ana Clara & Ayrton e Paula                         | [ 36 ]        |
| 5      | Ana Clara & Ayrton          | 1              | Diego                                              | [ 37 ]        |
| 7      | Paredão "Vai e Volta"       | 1              | Gleici                                             | [ 18 ] [ 19 ] |
| 9      | Ana Clara & Ayrton e Gleici | 1              | Viegas                                             | [ 38 ]        |
| 12     | Prova de Imunidade          | 1              | Ana Clara & Ayrton                                 | [ 39 ]        |

### Big Fone
| Semana | Data                   | Dia e hora        | Participante | Consequências |
| ------ | ---------------------- | ----------------- | ------------ | ------------- |
| 3      | 9 de fevereiro de 2018 | Sexta-feira 22:48 | Lucas        | Ver Nota 9    |
| 8      | 18 de março de 2018    | Domingo 23:37     | Diego        | Ver Nota 21   |

## Shows e participações especiais
| Data                    | Artista/Banda                                          | Tema                | Ref.   |
| ----------------------- | ------------------------------------------------------ | ------------------- | ------ |
| 26 de janeiro de 2018   | Alok                                                   | Festa Alto Astral   | [ 40 ] |
| 7 de fevereiro de 2018  | Naiara Azevedo                                         | Festa Femineja      | [ 41 ] |
| 16 de fevereiro de 2018 | Dennis DJ com MC Koringa, MC Marcinho e Cidinho & Doca | Festa Lollipop      | [ 42 ] |
| 21 de fevereiro de 2018 | Carlinhos Brown                                        | Festa Fiat Cronos   | [ 43 ] |
| 2 de março de 2018      | Zeca Pagodinho, Diogo Nogueira e Xande de Pilares      | Festa Roda de Samba | [ 44 ] |
| 10 de março de 2018     | Anavitória                                             | Festa Havaí         | [ 45 ] |
| 16 de março de 2018     | Anitta                                                 | Festa Intergalática | [ 46 ] |
| 31 de março de 2018     | Paulo Ricardo                                          | Festa Circo         | [ 47 ] |
| 19 de abril de 2018     | Projota, Maiara & Maraisa e Ferrugem                   | Final               | [ 48 ] |

## Participantes
A lista com 16 participantes oficiais foi revelada pela emissora no dia 18 de janeiro de 2018, quatro dias antes da estreia, durante a programação da TV Globo. Em 22 de janeiro de 2018, foram revelados mais quatro candidatos de uma mesma família, que entraram na casa antes dos outros competidores para disputarem entre si a permanência na casa. Ana Clara Lima e Ayrton Lima ganharam a última vaga do programa após vencerem uma disputa popular contra Eva de Mello e Jorge Queiroz, seguindo na disputa como se fossem um único competidor.
As informações referentes a ocupação dos participantes estão de acordo com o momento em que ingressaram no programa.
| Participante                          | Data de Nascimento | Ocupação                | Origem                             | Resultado                               | Ref.   |
| ------------------------------------- | ------------------ | ----------------------- | ---------------------------------- | --------------------------------------- | ------ |
| Gleiciane Damasceno da Silva (Gleici) | 26/02/1995         | Estudante de Psicologia | Rio Branco, Acre                   | Vencedora em 19 de abril de 2018        | [ 51 ] |
| Kaysar Dadour                         | 09/07/1989         | Garçom                  | Alepo, Alepo, Síria                | 2º lugar em 19 de abril de 2018         | [ 52 ] |
| Ana Clara Mello Lima                  | 11/04/1997         | Estudante de Jornalismo | Rio de Janeiro, Rio de Janeiro     | 3º lugar em 19 de abril de 2018         | [ 14 ] |
| Ayrton dos Santos Lima                | 17/12/1961         | Analista de Sistemas    | Rio de Janeiro, Rio de Janeiro     | 3º lugar em 19 de abril de 2018         | [ 14 ] |
| Paula Carolina de Amorim Barbosa      | 07/01/1989         | Empresária              | Belo Horizonte, Minas Gerais       | 14ª eliminada em 17 de abril de 2018    | [ 53 ] |
| Breno Siqueira Simões                 | 10/04/1988         | Arquiteto               | Goiânia, Goiás                     | 13º eliminado em 16 de abril de 2018    | [ 54 ] |
| Jéssica Mueller                       | 23/03/1991         | Personal trainer        | Blumenau, Santa Catarina           | 12ª eliminada em 10 de abril de 2018    | [ 55 ] |
| Marcos Aurelio Viegas de Carvalho     | 22/10/1984         | Músico                  | São Paulo, São Paulo               | 11º eliminado em 8 de abril de 2018     | [ 56 ] |
| Wagner Santiago Ribeiro               | 24/09/1982         | Artista visual          | Guaraqueçaba, Paraná               | 10º eliminado em 3 de abril de 2018     | [ 57 ] |
| Marcos Antonio Caruso Junior          | 03/02/1983         | Publicitário            | São Paulo, São Paulo               | 9º eliminado em 27 de março de 2018     | [ 58 ] |
| Diego Gessualdo Sabádo de Souza       | 26/11/1986         | Escritor                | Belém, Pará                        | 8º eliminado em 20 de março de 2018     | [ 59 ] |
| Patrícia Camila Leite Lima            | 16/11/1985         | Funcionária pública     | Icó, Ceará                         | 7ª eliminada em 13 de março de 2018     | [ 60 ] |
| Mahamoud Baydoun (Mahmoud)            | 29/03/1990         | Sexólogo                | Manaus, Amazonas                   | 6º eliminado em 6 de março de 2018      | [ 61 ] |
| Lucas Eleutério Fernandes             | 02/05/1990         | Empresário              | Fortaleza, Ceará                   | 5º eliminado em 27 de fevereiro de 2018 | [ 62 ] |
| Nayara Helena de Deus Alves           | 25/07/1984         | Jornalista              | Santo André, São Paulo             | 4ª eliminada em 20 de fevereiro de 2018 | [ 63 ] |
| Ana Paula Costa Agustinho             | 19/11/1994         | Estudante de Jornalismo | São José, Santa Catarina           | 3ª eliminada em 13 de fevereiro de 2018 | [ 64 ] |
| Jaqueline Grohalski Brito             | 14/06/1994         | Biomédica               | Rolim de Moura, Rondônia           | 2ª eliminada em 6 de fevereiro de 2018  | [ 65 ] |
| Helcimara de Souza Telles (Mara)      | 11/04/1964         | Cientista política      | Governador Valadares, Minas Gerais | 1ª eliminada em 30 de janeiro de 2018   | [ 66 ] |

## Histórico
|                     |                     | Sem 1                           | Sem 1                          | Sem 2                          | Sem 3                                  | Sem 4                       | Sem 5                      | Sem 6                        | Sem 7                         | Sem 8                       | Sem 9                                   | Sem 10                                  | Sem 11                      | Sem 11                       | Sem 12                      | Sem 12                                  | Sem 13                               | Votos recebidos |  |
| Dia 1               | Dia 7               | Dia 74                          | Dia 77                         | Sem 2                          | Sem 3                                  | Sem 4                       | Sem 5                      | Sem 6                        | Sem 7                         | Sem 8                       | Sem 9                                   | Sem 10                                  | Dia 84                      | Dia 85                       | Final                       |                                         |                                      | Votos recebidos |  |
| ------------------- | ------------------- | ------------------------------- | ------------------------------ | ------------------------------ | -------------------------------------- | --------------------------- | -------------------------- | ---------------------------- | ----------------------------- | --------------------------- | --------------------------------------- | --------------------------------------- | --------------------------- | ---------------------------- | --------------------------- | --------------------------------------- | ------------------------------------ | --------------- |  |
| Líder               | Líder               | (nenhum)                        | Mahmoud                        | Lucas                          | Diego                                  | Ana Clara & Ayrton          | Ana Clara & Ayrton         | Patrícia                     | Jéssica Paula                 | Ana Clara & Ayrton Gleici   | Breno Wagner                            | Kaysar                                  | Kaysar                      | Breno                        | Paula                       | Kaysar                                  | (nenhum)                             |                 |  |
| Anjo                | Anjo                | (nenhum)                        | (nenhum)                       | Gleici Jaqueline               | Mahmoud                                | Caruso                      | Diego                      | Viegas                       | Wagner                        | Caruso                      | Viegas                                  | Wagner                                  | (nenhum)                    | (nenhum)                     | (nenhum)                    | (nenhum)                                | (nenhum)                             |                 |  |
| Imunizado           | Imunizado           | (nenhum)                        | (nenhum)                       | Jéssica                        | Gleici                                 | Wagner                      | Patrícia                   | Viegas                       | Viegas                        | Viegas                      | Viegas                                  | Gleici                                  | (nenhum)                    | (nenhum)                     | (nenhum)                    | (nenhum)                                | (nenhum)                             |                 |  |
| Veto                | Veto                | (nenhum)                        | Paula                          | (nenhum)                       | (nenhum)                               | (nenhum)                    | (nenhum)                   | (nenhum)                     | (nenhum)                      | (nenhum)                    | (nenhum)                                | (nenhum)                                | (nenhum)                    | (nenhum)                     | (nenhum)                    | (nenhum)                                | (nenhum)                             |                 |  |
| Big Fone            | Big Fone            | (nenhum)                        | (nenhum)                       | (nenhum)                       | Lucas                                  | (nenhum)                    | (nenhum)                   | (nenhum)                     | (nenhum)                      | Diego                       | (nenhum)                                | (nenhum)                                | (nenhum)                    | (nenhum)                     | (nenhum)                    | (nenhum)                                | (nenhum)                             |                 |  |
| Indicado (Big Fone) | Indicado (Big Fone) | (nenhum)                        | (nenhum)                       | (nenhum)                       | Ana Clara & Ayrton                     | (nenhum)                    | (nenhum)                   | (nenhum)                     | (nenhum)                      | Gleici                      | (nenhum)                                | (nenhum)                                | (nenhum)                    | (nenhum)                     | (nenhum)                    | (nenhum)                                | (nenhum)                             |                 |  |
| Indicado (Líder)    | Indicado (Líder)    | (nenhum)                        | Ana Paula Mara                 | Gleici                         | Paula                                  | Nayara                      | Diego                      | Paula                        | Caruso                        | Diego                       | Kaysar                                  | Wagner                                  | Breno                       | Kaysar                       | Kaysar                      | Paula                                   | (nenhum)                             |                 |  |
| Indicado (Casa)     | Indicado (Casa)     | (nenhum)                        | Jéssica                        | Mahmoud                        | Ana Paula                              | Gleici Mahmoud              | Caruso                     | Gleici Mahmoud               | Diego                         | Jéssica                     | Caruso                                  | Ana Clara & Ayrton                      | Viegas                      | Jéssica                      | Breno                       | Ana Clara & Ayrton                      | (nenhum)                             |                 |  |
|                     |                     |                                 |                                |                                |                                        |                             |                            |                              |                               |                             |                                         |                                         |                             |                              |                             |                                         |                                      |                 |  |
|                     | Gleici              | Não elegível                    | Diego                          | Ana Paula                      | Ana Paula                              | Diego                       | Lucas                      | Diego                        | Diego                         | Jéssica                     | Caruso                                  | Viegas                                  | Viegas                      | Jéssica                      | Não elegível                | Não elegível                            | Vencedora (Dia 88)                   | 20              |  |
|                     | Kaysar              | Não elegível                    | Viegas                         | Viegas                         | Viegas                                 | Lucas                       | Lucas                      | Gleici                       | Wagner                        | Wagner                      | Gleici                                  | Ana Clara & Ayrton                      | Líder                       | Paula                        | Breno                       | Líder                                   | 2º lugar (Dia 88)                    | 3               |  |
|                     | Ana Clara & Ayrton  | Indicada                        | Diego                          | Diego                          | Ana Paula                              | Líderes                     | Líderes                    | Diego                        | Diego                         | Jéssica                     | Caruso                                  | Viegas                                  | Viegas                      | Jéssica                      | Salvos                      | Não elegíveis                           | 3º lugar (Dia 88)                    | 10              |  |
| Indicado            | Ana Clara & Ayrton  |                                 | Diego                          | Diego                          | Ana Paula                              | Líderes                     | Líderes                    | Diego                        | Diego                         | Jéssica                     | Caruso                                  | Viegas                                  | Viegas                      | Jéssica                      | Salvos                      | Não elegíveis                           | 3º lugar (Dia 88)                    | 10              |  |
|                     | Paula               | Não elegível                    | Patrícia                       | Ana Paula                      | Ana Paula                              | Diego                       | Caruso                     | Diego                        | Líder                         | Caruso                      | Caruso                                  | Viegas                                  | Viegas                      | Ana Clara & Ayrton           | Líder                       | Ana Clara & Ayrton                      | Eliminada (Dia 86)                   | 5               |  |
|                     | Breno               | Não elegível                    | Gleici                         | Caruso                         | Ana Paula                              | Gleici                      | Wagner                     | Wagner                       | Diego                         | Caruso                      | Líder                                   | Ana Clara & Ayrton                      | Viegas                      | Líder                        | Não elegível                | Eliminado (Dia 85)                      | Eliminado (Dia 85)                   | 5               |  |
|                     | Jéssica             | Não elegível                    | Diego                          | Ana Paula                      | Ana Paula                              | Gleici                      | Caruso                     | Gleici                       | Líder                         | Caruso                      | Caruso                                  | Ana Clara & Ayrton                      | Gleici                      | Gleici                       | Eliminada (Dia 79)          | Eliminada (Dia 79)                      | Eliminada (Dia 79)                   | 19              |  |
|                     | Viegas              | Não elegível                    | Jéssica                        | Mahmoud                        | Mahmoud                                | Mahmoud                     | Jéssica                    | Mahmoud                      | Jéssica                       | Jéssica                     | Gleici                                  | Ana Clara & Ayrton                      | Ana Clara & Ayrton          | Eliminado (Dia 77)           | Eliminado (Dia 77)          | Eliminado (Dia 77)                      | Eliminado (Dia 77)                   | 10              |  |
|                     | Wagner              | Não elegível                    | Jéssica                        | Mahmoud                        | Mahmoud                                | Mahmoud                     | Jéssica                    | Mahmoud                      | Diego                         | Jéssica                     | Líder                                   | Jéssica                                 | Eliminado (Dia 72)          | Eliminado (Dia 72)           | Eliminado (Dia 72)          | Eliminado (Dia 72)                      | Eliminado (Dia 72)                   | 6               |  |
|                     | Caruso              | Não elegível                    | Jéssica                        | Mahmoud                        | Mahmoud                                | Mahmoud                     | Jéssica                    | Mahmoud                      | Jéssica                       | Jéssica                     | Gleici                                  | Eliminado (Dia 65)                      | Eliminado (Dia 65)          | Eliminado (Dia 65)           | Eliminado (Dia 65)          | Eliminado (Dia 65)                      | Eliminado (Dia 65)                   | 16              |  |
|                     | Diego               | Não elegível                    | Jéssica                        | Mahmoud                        | Líder                                  | Gleici                      | Paula                      | Gleici                       | Breno                         | Breno                       | Eliminado (Dia 58)                      | Eliminado (Dia 58)                      | Eliminado (Dia 58)          | Eliminado (Dia 58)           | Eliminado (Dia 58)          | Eliminado (Dia 58)                      | Eliminado (Dia 58)                   | 15              |  |
|                     | Patrícia            | Não elegível                    | Jéssica                        | Mahmoud                        | Mahmoud                                | Gleici                      | Gleici                     | Gleici Mahmoud               | Breno                         | Eliminada (Dia 51)          | Eliminada (Dia 51)                      | Eliminada (Dia 51)                      | Eliminada (Dia 51)          | Eliminada (Dia 51)           | Eliminada (Dia 51)          | Eliminada (Dia 51)                      | Eliminada (Dia 51)                   | 2               |  |
|                     | Mahmoud             | Não elegível                    | Líder                          | Ana Paula                      | Ana Paula                              | Caruso                      | Caruso                     | Wagner                       | Eliminado (Dia 44)            | Eliminado (Dia 44)          | Eliminado (Dia 44)                      | Eliminado (Dia 44)                      | Eliminado (Dia 44)          | Eliminado (Dia 44)           | Eliminado (Dia 44)          | Eliminado (Dia 44)                      | Eliminado (Dia 44)                   | 20              |  |
|                     | Lucas               | Não elegível                    | Gleici                         | Líder                          | Ana Paula                              | Gleici                      | Caruso                     | Eliminado (Dia 37)           | Eliminado (Dia 37)            | Eliminado (Dia 37)          | Eliminado (Dia 37)                      | Eliminado (Dia 37)                      | Eliminado (Dia 37)          | Eliminado (Dia 37)           | Eliminado (Dia 37)          | Eliminado (Dia 37)                      | Eliminado (Dia 37)                   | 4               |  |
|                     | Nayara              | Não elegível                    | Jéssica                        | Mahmoud                        | Mahmoud                                | Caruso                      | Eliminada (Dia 30)         | Eliminada (Dia 30)           | Eliminada (Dia 30)            | Eliminada (Dia 30)          | Eliminada (Dia 30)                      | Eliminada (Dia 30)                      | Eliminada (Dia 30)          | Eliminada (Dia 30)           | Eliminada (Dia 30)          | Eliminada (Dia 30)                      | Eliminada (Dia 30)                   | 1               |  |
|                     | Ana Paula           | Não elegível                    | Jéssica                        | Mahmoud                        | Mahmoud                                | Eliminada (Dia 23)          | Eliminada (Dia 23)         | Eliminada (Dia 23)           | Eliminada (Dia 23)            | Eliminada (Dia 23)          | Eliminada (Dia 23)                      | Eliminada (Dia 23)                      | Eliminada (Dia 23)          | Eliminada (Dia 23)           | Eliminada (Dia 23)          | Eliminada (Dia 23)                      | Eliminada (Dia 23)                   | 12              |  |
|                     | Jaqueline           | Não elegível                    | Gleici                         | Ana Clara & Ayrton             | Eliminada (Dia 16)                     | Eliminada (Dia 16)          | Eliminada (Dia 16)         | Eliminada (Dia 16)           | Eliminada (Dia 16)            | Eliminada (Dia 16)          | Eliminada (Dia 16)                      | Eliminada (Dia 16)                      | Eliminada (Dia 16)          | Eliminada (Dia 16)           | Eliminada (Dia 16)          | Eliminada (Dia 16)                      | Eliminada (Dia 16)                   | 0               |  |
|                     | Mara                | Não elegível                    | Caruso                         | Eliminada (Dia 9)              | Eliminada (Dia 9)                      | Eliminada (Dia 9)           | Eliminada (Dia 9)          | Eliminada (Dia 9)            | Eliminada (Dia 9)             | Eliminada (Dia 9)           | Eliminada (Dia 9)                       | Eliminada (Dia 9)                       | Eliminada (Dia 9)           | Eliminada (Dia 9)            | Eliminada (Dia 9)           | Eliminada (Dia 9)                       | Eliminada (Dia 9)                    | 1               |  |
|                     | Jorge               | Indicado                        | Eliminado (Dia 7)              | Eliminado (Dia 7)              | Eliminado (Dia 7)                      | Eliminado (Dia 7)           | Eliminado (Dia 7)          | Eliminado (Dia 7)            | Eliminado (Dia 7)             | Eliminado (Dia 7)           | Eliminado (Dia 7)                       | Eliminado (Dia 7)                       | Eliminado (Dia 7)           | Eliminado (Dia 7)            | Eliminado (Dia 7)           | Eliminado (Dia 7)                       | Eliminado (Dia 7)                    | —               |  |
|                     | Eva                 | Indicada                        | Eliminada (Dia 7)              | Eliminada (Dia 7)              | Eliminada (Dia 7)                      | Eliminada (Dia 7)           | Eliminada (Dia 7)          | Eliminada (Dia 7)            | Eliminada (Dia 7)             | Eliminada (Dia 7)           | Eliminada (Dia 7)                       | Eliminada (Dia 7)                       | Eliminada (Dia 7)           | Eliminada (Dia 7)            | Eliminada (Dia 7)           | Eliminada (Dia 7)                       | Eliminada (Dia 7)                    | —               |  |
|                     |                     |                                 |                                |                                |                                        |                             |                            |                              |                               |                             |                                         |                                         |                             |                              |                             |                                         |                                      |                 |  |
| Notas               | Notas               | 1                               | 2, 3, 4                        | 5, 6                           | 7, 8, 9                                | 10                          | 11                         | 12, 13, 14, 15               | 16, 17, 18, 19                | 20, 21, 22                  | 23, 24, 25                              | 26, 27                                  | 28                          | 29                           | 30, 31                      | 32                                      | 33                                   |                 |  |
| Paredão             | Paredão             | Ana Clara Ayrton Eva Jorge      | Ana Paula Mara                 | Gleici Jaqueline Mahmoud       | Ana Clara & Ayrton Ana Paula Paula     | Gleici Mahmoud Nayara       | Caruso Diego Lucas         | Gleici Mahmoud Paula         | Caruso Diego Patrícia         | Diego Gleici Jéssica        | Ana Clara & Ayrton Caruso Kaysar        | Ana Clara & Ayrton Wagner               | Breno Viegas                | Jéssica Kaysar               | Breno Kaysar                | Ana Clara & Ayrton Paula                | Ana Clara & Ayrton Gleici Kaysar     |                 |  |
| Eliminado           | Eliminado           | Eva 10,66% para continuar       | Mara 55,45% para eliminar      | Jaqueline 65,25% para eliminar | Ana Paula 89,85% para eliminar         | Nayara 92,69% para eliminar | Lucas 49,92% para eliminar | Mahmoud 57,23% para eliminar | Patrícia 94,26% para eliminar | Diego 81,07% para eliminar  | Caruso 81,56% para eliminar             | Wagner 59,50% para eliminar             | Viegas 57,64% para eliminar | Jéssica 73,96% para eliminar | Breno 88,34% para eliminar  | Paula 62,19% para eliminar              | Ana Clara & Ayrton 3,39% para vencer |                 |  |
| Eliminado           | Eliminado           | Jorge 21,24% para continuar     | Mara 55,45% para eliminar      | Jaqueline 65,25% para eliminar | Ana Paula 89,85% para eliminar         | Nayara 92,69% para eliminar | Lucas 49,92% para eliminar | Mahmoud 57,23% para eliminar | Patrícia 94,26% para eliminar | Diego 81,07% para eliminar  | Caruso 81,56% para eliminar             | Wagner 59,50% para eliminar             | Viegas 57,64% para eliminar | Jéssica 73,96% para eliminar | Breno 88,34% para eliminar  | Paula 62,19% para eliminar              | Kaysar 39,33% para vencer            |                 |  |
| Outras %            | Outras %            | Ayrton 23,84% para continuar    | Ana Paula 44,55% para eliminar | Mahmoud 30,32% para eliminar   | Ana Clara & Ayrton 7,19% para eliminar | Mahmoud 4,03% para eliminar | Diego 40,68% para eliminar | Paula 39,28% para eliminar   | Diego 3,30% para eliminar     | Gleici 13,96% para eliminar | Ana Clara & Ayrton 11,54% para eliminar | Ana Clara & Ayrton 40,50% para eliminar | Breno 42,36% para eliminar  | Kaysar 26,04% para eliminar  | Kaysar 11,66% para eliminar | Ana Clara & Ayrton 37,81% para eliminar | Gleici 57,28% para vencer            |                 |  |
| Outras %            | Outras %            | Ana Clara 44,26% para continuar | Ana Paula 44,55% para eliminar | Gleici 4,43% para eliminar     | Paula 2,96% para eliminar              | Gleici 3,28% para eliminar  | Caruso 9,40% para eliminar | Gleici 3,49% para eliminar   | Caruso 2,44% para eliminar    | Jéssica 4,97% para eliminar | Kaysar 6,90% para eliminar              | Ana Clara & Ayrton 40,50% para eliminar | Breno 42,36% para eliminar  | Kaysar 26,04% para eliminar  | Kaysar 11,66% para eliminar | Ana Clara & Ayrton 37,81% para eliminar | Gleici 57,28% para vencer            |                 |  |

### Legenda
|  | Começou no Grupo Azul                 |  |                                  | Começou no Grupo Verde |
|  | Começou no Grupo Vermelho             |  | Começou sem grupo                |                        |
|  | Entrou como Família Lima oficialmente |  | Não chegou a entrar oficialmente |                        |

### Tá com Tudo / Tá com Nada
|                    | Sem 11, 2 | Sem 11, 2 | Sem 23, 4, 5 | Sem 36 | Sem 4 | Sem 5 | Sem 6 | Sem 7 | Sem 8 | Sem 9 | Sem 10 | Sem 117 | Sem 128 | Sem 138 |
| Dia 2              | Dia 7     |           | Sem 23, 4, 5 | Sem 36 | Sem 4 | Sem 5 | Sem 6 | Sem 7 | Sem 8 | Sem 9 | Sem 10 | Sem 117 | Sem 128 | Sem 138 |
| ------------------ | --------- | --------- | ------------ | ------ | ----- | ----- | ----- | ----- | ----- | ----- | ------ | ------- | ------- | ------- |
| Gleici             | TcT       | TcT       | TcT          | TcT    | TcT   | TcN   | TcT   | TcN   | TcT   | TcN   | TcT    | TcT     | TcT     | TcT     |
| Kaysar             | TcN       | TcN       | TcN          | TcN    | TcN   | TcT   | TcN   | TcT   | TcN   | TcT   | TcT    | TcT     | TcT     | TcT     |
| Ana Clara & Ayrton | TcT       | TcT       | TcT          | TcT    | TcT   | TcT   | TcN   | TcT   | TcT   | TcN   | TcT    | TcT     | TcT     | TcT     |
| Ana Clara & Ayrton | TcT       | TcT       | TcT          | TcT    | TcT   | TcT   | TcN   | TcT   | TcT   | TcN   | TcT    | TcT     | TcT     | TcT     |
| Paula              | TcT       | TcT       | TcT          | TcT    | TcT   | TcN   | TcT   | TcT   | TcN   | TcT   | TcN    | TcT     | TcT     |         |
| Breno              | TcN       | TcN       | TcN          | TcN    | TcN   | TcT   | TcN   | TcT   | TcN   | TcT   | TcN    | TcT     | TcT     |         |
| Jéssica            | TcN       | TcN       | TcN          | TcN    | TcN   | TcT   | TcN   | TcT   | TcN   | TcT   | TcN    | TcT     |         |         |
| Viegas             | TcT       | TcT       | TcT          | TcT    | TcT   | TcN   | TcT   | TcT   | TcT   | TcN   | TcT    | TcT     |         |         |
| Wagner             | TcT       | TcT       | TcT          | TcT    | TcT   | TcN   | TcT   | TcN   | TcT   | TcT   | TcN    |         |         |         |
| Caruso             | TcT       | TcT       | TcT          | TcT    | TcT   | TcN   | TcT   | TcN   | TcT   | TcN   |        |         |         |         |
| Diego              | TcT       | TcT       | TcN          | TcT    | TcT   | TcN   | TcT   | TcN   | TcT   |       |        |         |         |         |
| Patrícia           | TcN       | TcN       | TcN          | TcN    | TcN   | TcT   | TcT   | TcN   |       |       |        |         |         |         |
| Mahmoud            | TcT       | TcT       | TcT          | TcN    | TcN   | TcT   | TcN   |       |       |       |        |         |         |         |
| Lucas              | TcT       | TcT       | TcT          | TcT    | TcN   | TcT   |       |       |       |       |        |         |         |         |
| Nayara             | TcN       | TcN       | TcN          | TcN    | TcN   |       |       |       |       |       |        |         |         |         |
| Ana Paula          | TcN       | TcN       | TcN          | TcN    |       |       |       |       |       |       |        |         |         |         |
| Jaqueline          | TcN       | TcN       | TcN          |        |       |       |       |       |       |       |        |         |         |         |
| Mara               | TcT       | TcT       |              |        |       |       |       |       |       |       |        |         |         |         |
| Jorge              | TcT       | TcT       |              |        |       |       |       |       |       |       |        |         |         |         |
| Eva                | TcT       | TcT       |              |        |       |       |       |       |       |       |        |         |         |         |

- Nota 1: Na semana 1, o grupo que estava no "Tá com Tudo" teve que entrar em consenso e mandar um integrante (com exceção do líder Mahmoud) de sua equipe para a outra. Diego foi para o "Tá com Nada".[115]

- Nota 2: Na semana 1, durante a segunda prova do líder, Gleici e Paula, ao serem eliminadas, foram transferidas do "Tá com Tudo" para o "Tá com Nada", sofrendo as consequências contidas em suas respectivas garrafas.[116][117]

- Nota 3: Na semana 2, cada grupo teve que entrar em consenso e mandar um integrante (com exceção do líder Lucas) de sua equipe para a outra. Mahmoud foi para o "Tá com Nada" e Ana Paula foi promovida ao "Tá com Tudo".[118]

- Nota 4: Na semana 2, Mahmoud utilizou a panela e a manteiga do "Tá com Tudo", não permitidos ao grupo "Tá com Nada", e causou punição coletiva, fazendo todos os participantes ficarem no "Tá com Nada" durante dois dias.[119][120]

- Nota 5: Na semana 2, durante a terceira prova do líder, Ana Paula, ao ser eliminada, foi transferida do "Tá com Tudo" para o "Tá com Nada", sofrendo a consequência contida em sua garrafa.[121]

- Nota 6: Na semana 3, durante a terceira prova do líder, Nayara, ao ser eliminada, pegou a garrafa com a consequência de ter que decidir abertamente, logo após a terceira prova da comida, qual integrante do "Tá com Tudo" iria para o "Tá com Nada" (com exceção do líder Diego). Nayara mandou Lucas para o "Tá com Nada".[122][123]

- Nota 7: Na semana 11, houve uma prova em conjunto onde todos os participantes ganharam 100% do kit da comida, de acordo com o desempenho na prova.[124]

- Nota 8: Nas semanas 12 e 13, não houve prova da comida e todos os participantes ficaram no "Tá com Tudo".[124]

## Classificação geral
| Pos.  | Participante                 | Meio de indicação                      | % dos votos | Eliminado em |
| ----- | ---------------------------- | -------------------------------------- | ----------- | ------------ |
| 1     | Gleici Damasceno             | Finalista                              | 57,28%      | —            |
| 2     | Kaysar Dadour                | Finalista                              | 39,33%      | —            |
| 3     | Ana Clara Lima & Ayrton Lima | Finalistas                             | 3,39%       | —            |
| 4     | Paula Amorim                 | Líder (Kaysar)                         | 62,19%      | Semana 12    |
| 5     | Breno Simões                 | Casa (1 voto)                          | 88,34%      | Semana 12    |
| 6     | Jéssica Mueller              | Casa (2 votos)                         | 73,96%      | Semana 11    |
| 7     | Viegas de Carvalho           | Casa (4 votos)                         | 57,64%      | Semana 11    |
| 8     | Wagner Santiago              | Líder (Kaysar)                         | 59,50%      | Semana 10    |
| 9     | Caruso Junior                | Casa (4 votos)                         | 81,56%      | Semana 9     |
| 10    | Diego Sabádo                 | Líderes (Ana Clara & Ayrton e Gleici)  | 81,07%      | Semana 8     |
| 11    | Patrícia Leite               | Paredão "Vai e Volta" (Gleici)         | 94,26%      | Semana 7     |
| 12    | Mahmoud Baydoun              | Casa (3 votos)                         | 57,23%      | Semana 6     |
| 13    | Lucas Fernandes              | Sorteio (Kaysar)                       | 49,92%      | Semana 5     |
| 14    | Nayara de Deus               | Líderes (Ana Clara & Ayrton)           | 92,69%      | Semana 4     |
| 15    | Ana Paula Costa              | Casa (7 votos)                         | 89,85%      | Semana 3     |
| 16    | Jaquelline Grohalski         | Prova do Líder (Consequência Surpresa) | 65,25%      | Semana 2     |
| 17    | Mara Telles                  | Líder (Mahmoud)                        | 55,45%      | Semana 1     |
| 18–19 | Jorge Queiroz                | Disputa pelas últimas vagas            | 21,24%      | Semana 1     |
| 18–19 | Eva Mello                    | Disputa pelas últimas vagas            | 10,66%      | Semana 1     |

## Audiência
- Os dados são providos pelo IBOPE e se referem ao público da Grande São Paulo.

| Data de transmissão | SEG             | TER             | QUA             | QUI             | SEX             | SÁB             | DOM             | Média semanal |
| ------------------- | --------------- | --------------- | --------------- | --------------- | --------------- | --------------- | --------------- | ------------- |
| 22/01 a 28/01/2018  | 30.9            | 26.5            | 15.1            | 27.5            | 27.4            | 24.3            | 16.4            | 24.0          |
| 29/01 a 04/02/2018  | 30.2            | 27.3            | 13.5            | 26.7            | 27.1            | 24.6            | 16.6            | 23.8          |
| 05/02 a 11/02/2018  | 29.8            | 26.6            | 14.2            | 28.1            | 31.1            | 27.6            | 16.1            | 24.8          |
| 12/02 a 18/02/2018  | 31.5            | 27.7            | 14.8            | 27.4            | 29.5            | 26.4            | 18.4            | 25.1          |
| 19/02 a 25/02/2018  | 30.5            | 28.1            | 14.3            | 27.9            | 29.9            | 26.1            | 17.4            | 24.9          |
| 26/02 a 04/03/2018  | 32.0            | 28.8            | 16.2            | 28.6            | 30.6            | 26.8            | 17.5            | 25.8          |
| 05/03 a 11/03/2018  | 31.3            | 29.4            | 16.4            | 30.8            | 33.4            | 28.9            | 19.8            | 27.1          |
| 12/03 a 18/03/2018  | 31.7            | 30.0            | 15.4            | 29.1            | 30.0            | 27.9            | 20.1            | 26.3          |
| 19/03 a 25/03/2018  | 31.1            | 28.0            | 13.8            | 28.4            | 30.2            | 26.3            | 18.7            | 25.2          |
| 26/03 a 01/04/2018  | 31.9            | 29.1            | 24.6            | 27.8            | 28.5            | 27.0            | 18.7            | 26.8          |
| 02/04 a 08/04/2018  | 30.3            | 29.1            | 15.5            | 30.5            | 28.5            | 26.2            | 18.4            | 25.5          |
| 09/04 a 15/04/2018  | 30.8            | 28.9            | 16.1            | 30.2            | 33.1            | 30.2            | 20.1            | 27.0          |
| 16/04 a 19/04/2018  | 34.5            | 32.9            | 18.5            | 33.0            | —               | —               | —               | 29.7          |
| Média da edição     | Média da edição | Média da edição | Média da edição | Média da edição | Média da edição | Média da edição | Média da edição | 25.7          |

- Em 2018, cada ponto representou 71,8 mil domicílios ou 201,1 mil pessoas na Grande São Paulo.

## Prêmios e indicações
| Ano  | Prêmio                  | Categoria                            | Indicado              | Resultado | Ref.    |
| ---- | ----------------------- | ------------------------------------ | --------------------- | --------- | ------- |
| 2018 | Troféu UOL TV e Famosos | Melhor Reality Show: Voto do Público | Big Brother Brasil 18 | Indicado  | [ 228 ] |
| 2018 | Troféu UOL TV e Famosos | Melhor Reality Show: Opinião Crítica | Big Brother Brasil 18 | Venceu    | [ 228 ] |